# Julie Šupichová
Julie Šupichová (Studnice, 1884. január 27. – Prága, 1970. december 20.) cseh eszperantista író, tanár.

## Életútja
Eszperantista 1907 óta, alapítója az eszperantó uniónak Červený Kostelecben, a prágai eszperantisták körének, amelynek tiszteletbeli tagja lett, valamint az Eszperantó Barátok Szabad Szövetségének (egészen Csehszlovákia náci megszállásáig). A Legfelsőbb Nyelvi Bizottság, a Cseh Eszperantó Egyesület bizottságának és a Csehszlovák Eszperantó Szövetség vizsgabizottságának tagja, a prágai 13. Eszperantó Világkongresszus titkára, az 1922-es genfi nemzetközi tanácskozó testület küldöttje és előadója (rendező: Instituto JJ Rousseau), a Nőtalálkozó elnöke a 15. Eszperantó Világkongresszuson Nürnbergben, a bécsi Nemzetközi Eszperantó Múzeum kuratóriumának tagja, az Eszperantó Világszövetség (UEA) küldöttje.
1933 óta Tiszteletbeli tagja az Eszperantó Világszövetségnek (UEA), a Csehszlovák Köztársaság Eszperantó Egyesületének, az Ostrava-Zábřehi Eszperantista Társaság "Komenský" és a fent említett Eszperantó Baráti Kör tiszteletbeli tagja. Állami jóváhagyás az eszperantó oktatására iskolákban. Eszperantó tanfolyam és krónika írója a Malý čtenář (Kis Olvasó, Vilímek, Prága) folyóiratban, valamint 23 könyv, különösen tankönyvek és egyéb segédanyagok, amelyek közül a Lernolibro de Esperanto ötször jelent meg (az iskolák számára minisztérium által jóváhagyva), egy-egy horvát (zágrábi) és lengyel (varsói) nyelvű kiadás, könyv vakok szára, szerzője.
A Fiatal levelező c. munkája Lengyelországban is megjelent. Eszperantóról szóló könyvei, jeho vývoj a význam pro národní školu (az eszperantó nyelv, fejlődése és jelentősége a nemzeti iskolák számára, Čs. Graf. Unie, 1935) és Kdo je Zamenhof (Ki Zamenhof) könyvei fontos szerepet játszottak a cseh lakosság tájékoztatásában az Orbis , 1947). J. Šupichová úttörő volt és fáradhatatlanul együttműködött 60 újsággal az eszperantó nyelv oktatása, felvilágosítás és propaganda területén, évek óta publikált a Národní "Z esperantského světa" politikai rovatában, újságok és folyóiratok tanfolyamain, valamint hét előadás-sorozat a Rádióban.

## Könyvei
- Legu kaj parolu! : Esperanta legolibro - Olvass és beszélj! (1925)
- Ni legas kaj lernas: legolibreto por komencantoj kunmetita el la verkaro de L. L. Zamenhof - Olvasunk és tanulunk - (Zagreb, 1957)
- Esperanto v kostce (1954, Esperanto koncize) - Röviden az eszperantó nyelvről
- Esperanto, jeho význam pro národní školu (1935, Esperanto, ĝia signifo por la nacia lernejo) - Az eszperantó nyelv fontossága a nemzeti iskolák számára
- Esperanto: mluvnice a cvičebnice pro samouky a kursy (1933)
- Esperantský dopisovatel: návod, jak psáti esperantské dopisy soukromé a obchodni (1935)
- Hovoříme esperantsky: (Esperanta konversacio, 1947) - Eszperantó társalgás
- Kniha česko-esperantské konversace (1925)
- L. L. Zamenhof (1947)
- Legu kaj parolu! - Olvass és beszélj! (1925)
- Mladý dopisovatel (1951)
- Pomocný jazyk mezinárodni Esperanto (1917)
- Rádce českého esperantisty (1929)
- Samideana vortaro - Eszperantisták szótára (1935)
- Zajimáte se o Esperanto? 150 otázek a odpovêdi o esperantu a jeho hnuti (1939)
- Unua legaĵo: por komencantoj (TKKE, 1957) - Az első eszperantó olvasmányok kezdők számára

## Kitüntetés
- Az Eszperantó Világszövetség tiszteletbeli tagja

## Fordítás
- Ez a szócikk részben vagy egészben  a   Julie Šupichová című eszperantó Wikipédia-szócikk ezen változatának fordításán alapul.  Az eredeti cikk szerkesztőit annak laptörténete sorolja fel. Ez a jelzés csupán a megfogalmazás eredetét és a szerzői jogokat jelzi, nem szolgál a cikkben szereplő információk forrásmegjelöléseként.